# Objection (Tango)
«Objection (Tango)» (укр. «Заперечення») або «Te Aviso, Te Anuncio (Tango)» (укр. «Я попереджаю вас, я сповіщаю вас») — четвертий сингл колумбійської співачки Шакіри з альбому «Laundry Service», випущений у 2002 році лейблом Epic.

## Відеокліп
Режисером відео-роботи на дану пісню був Дейв Мейерс. Кліп починається з танцю Шакіри зі своїм колишнім хлоцем. Незабаром він зникає, і вона починає танцювати сама. Вона їде до клубу, заходить в нього, де знаходить свого колишнього бойфренда з іншою жінкою. Починається анімована версія відео (уява самої співачки про ймовірний розвиток подій), у якій Шакіра спочатку б'є хлопця, а потім псує дівчині грудні імплантати, протикаючи їх пальцями, потім знову б'є його, на чому анімована частина закінчується. Після неї вона підходить до них і дає хлопцю ляпаса. Він її штовхає, від чого вона падає на скляний столик, який розбивається. Співачці приходять на допомогу Бетмен і Супермен, які її піднімають і з чиєю допомогою Шакіра справляється з ними. Пізніше співачка зв'язала парочку і поклала в багажник свого автомобіля. У наступній сцені співачка знаходиться у механічній кімнаті, грає на гітарі разом з гуртом, де пара прив'язана до коліс, що крутяться. Колеса набирають швидкість і відриваються.

## Список композицій
CD single
1. «Objection (Tango)» (радіо версія) — 3:29
2. «Objection (Tango)» (альбомна версія) — 3:42

12" maxi
1. «Objection (Tango)» (альбомна версія) — 3:42
2. «Objection (Tango)» (Jellybean's funhouse ремікс) — 7:55
3. «Te aviso, te anuncio (tango)» (Gigidagostinopsicoremix) — 10:53

CD maxi
1. «Objection (Tango)» (радіо версія) — 3:29
2. «Objection (Tango)» (альбомна версія) — 3:42
3. «Objection (Tango)» (Kupper's Deep future radio edit) — 4:26
4. «Te aviso, te anuncio (tango)» (Gigidagostinopsicoremix edit) — 6:10
5. «Objection (Tango)» (music video) — 3:42

## Чарти
| Чарт                                | Найвища позиція |
| ----------------------------------- | --------------- |
| Австралія (ARIA)                    | 2               |
| Австрія (Ö3 Austria Top 75)         | 12              |
| Бельгія (Ultratop 50 Flanders)      | 9               |
| Бельгія (Ultratop 40 Wallonia)      | 8               |
| Данія (Tracklisten)                 | 20              |
| Фінляндія (Suomen virallinen lista) | 10              |
| Франція (SNEP)                      | 10              |
| Німеччина (Media Control Charts)    | 19              |
| Угорщина (Rádiós Top 40)            | 1               |
| Угорщина (Single Top 10)            | 16              |
| Ірландія (IRMA)                     | 12              |
| Італія (FIMI)                       | 6               |
| Нідерланди (Mega Single Top 100)    | 5               |
| Нова Зеландія (RIANZ)               | 8               |
| Норвегія (VG-lista)                 | 8               |
| Швеція (Sverigetopplistan)          | 7               |
| Швейцарія (Media Control Charts)    | 10              |
| США Billboard Hot 100               | 2               |
| Велика Британія (UK Singles Chart)  | 17              |
| США (Billboard Hot 100)             | 95              |
| США (Hot Dance Club Songs)          | 25              |
| США (Latin Pop Songs)               | 7               |
| США (Top 40 Mainstream)             | 21              |